# ドーヴァー駅
ドーヴァー駅（ドーヴァーえき、英語:Dover MRT Station）は、シンガポールにある、MRT東西線の高架駅。

## 駅構造
相対式ホーム2面2線のホームを持つ駅。東西線が全線開業したのちに計画・設置されたため、相対式ホームとなっている。
| A | ■東西線 | パシール・リス・チャンギ・エアポート方面 |
| B | ■東西線 | ジュー・クーン・ジュロン・イースト方面   |

## 歴史
- 2001年10月18日 開業